# Kawodrza Dolna
Kawodrza Dolna – osiedle w Częstochowie należące do dzielnicy Gnaszyn-Kawodrza.

## Historia
Osada Krowodrza została założona przez braci Leonarda i Kanimira w 1356 i ulokowana w dąbrowie należącej do Grabówki nad rzeką Rybną, oraz częściowo w granicach kolonii Świętej Barbary. Wieś została przekazana w 1382 roku Paulinom z Jasnej Góry przez Władysława Opolczyka. W tym okresie w jej skład wchodziło wówczas sześć łanów kmiecych. Każdy z kmieci płacił po pół kopy (30 groszy) czynszu i był zobowiązany przepracować kilka dni w roku na polach klasztornych. Nazwa osady wskazuje na jej rolniczy charakter oraz główne zajęcie mieszkańców - hodowlę bydła domowego (krów).
W latach 1808–1810 została zmieniona nazwa osady na Kawodrza. W 1813 roku wojska rosyjskie spustoszyły wieś. Według skargi włościan zasiewy (zostały) zupełnie zajeżdżone, wytratowane, ziemniaki wszystkie wytargane, ptactwo wybite, łąki wypasione, mieszkańcy pobici i rozpędzeni. W 1818 roku pośród szkół elementarnych działających na terenie miasta, pod numerem szóstym wymieniona jest szkoła w Kawodrzy (obecnie Szkoła Podstawowa nr 46 im. Stefana Żeromskiego) do której uczęszczały również dzieci z wsi Gnaszyn, Łojki, Wielki Bór, Lisiniec, Kawodrza Górna i Stradom.
W 1827 roku w osadzie było 51 domów oraz 389 mieszkańców. Znajdował się: młyn, do którego należało 90 mórg ziemi, zamieszkiwany przez 7 osób; karczma z 4 mieszkańcami oraz liczne warsztaty rzemieślnicze (szewc, stolarz, kowal, garncarz).
W Kawodrzy Górnej znajdowała się kopalnia rud żelaza „Barbara”, a w Kawodrzy Dolnej dwie kopalnie odkrywkowe gliny, cegielnie: „Kawodrza” Antoniego Księżyka  oraz „BIDA” przy ul. Szamotowej.
Gromadę Kawodrza Dolna z siedzibą GRN w Kawodrzy Dolnej utworzono – jako jedną z 8759 gromad na obszarze Polski – w powiecie częstochowskim w woj. stalinogrodzkim, na mocy uchwały nr 17/54 WRN w Stalinogrodzie z dnia 5 października 1954. W skład jednostki weszły obszary dotychczasowych gromad Kawodrza Dolna, Kawodrza Górna i Wielki Bór ze zniesionej gminy Gnaszyn Dolny.
31 grudnia 1961 gromadę zniesiono, a jej obszar włączono do gromady Gnaszyn Dolny

### Kalendarium
- 1356 – założenie osady Krowodrza
- 1382 – przekazanie osady na własność klasztoru jasnogórskiego
- 1808–1810 – zmiana nazwy na Kawodrza
- 1813 - spustoszenie wsi przez wojsko rosyjskie
- 1818 – wzmianka o szkole elementarnej w Kawodrzy
- 1855 – powstanie Jednoklasowej Szkoły Powszechnej w Kawodrzy Dolnej w budynku przy obecnej ul. Łukowej
- 1902 – budowa linii kolejowej, wąskotorowej (trasa Herby–Częstochowa)
- 1908 – pożar szkoły i kilku gospodarstw w wyniku zaprószenia iskrą z lokomotywy
- 1911 – przebudowa linii kolejowej na szerokotorową. Poświęcenie kapliczki
- 1 września 1965 – otwarcie nowej szkoły podstawowej (obecnie Szkoła Podstawowa nr 46 im. Stefana Żeromskiego) przy ul. Szamotowej
- 12 czerwca 1997 – erygowanie parafii pod wezwaniem św. Jana Sarkandra w Kawodrzy Dolnej
- 19 października 1997 – poświęcenie tymczasowej kaplicy, placu budowy domu parafialnego i kościoła
- sierpień 1998 – rozpoczęcie budowy domu parafialnego
- 26 października 1999 –  uroczyste poświęcenie domu parafialnego

## Parafia Kościoła Rzymskokatolickiego
Parafia św. Jana Sarkandra powstała w 1997 roku. Kościół parafialny znajduje się przy ulicy Cegielnianej.

## Obiekty
- Kaplica przy ul. Głównej
- Kościół św. Jana Sarkandra
- Remiza OSP przy ul. Głównej
- Szkoła Podstawowa nr 46 im. Stefana Żeromskiego przy ul. Szamotowej

## Komunikacja
Przez miejscowość biegną:
- Linia kolejowa nr 61 (najbliższe przystanki: Częstochowa Gnaszyn, Częstochowa Stradom).
- Linie autobusowe komunikacji miejskiej realizowane przez Miejskie Przedsiębiorstwo Komunikacyjne w Częstochowie
- Linie autobusowe do Blachowni i do Aleksandrii przez Gnaszyn (są to linie podmiejskie, realizowane przez PKS Częstochowa).